# It’s My Life (Cezar-dal)
Az It’s My Life (magyarul: Ez az életem) egy dal, amely Romániát képviselte a 2013-as Eurovíziós Dalfesztiválon.
A dal a 2013. március 9-én rendezett román nemzeti döntőben nyerte el az indulás jogát. A döntőben a nézők és a szakmai zsűri szavazatai alakította ki a végeredményt. A dal 20 ponttal (televoting: harmadik helyezett – zsűri: első helyezett) az első helyen végzett, ami a tizenkét fős döntőben elegendő volt a győzelemhez.
A dalt a román származású Cezar adta elő angolul Malmőben először a május 16-i elődöntőben.

## Külső hivatkozások
- Dalszöveg
- Az It’s My Life című dal előadása a román nemzeti döntőben